# Syihan Hazmi
Ahmad Syihan Hazmi bin Mohamed (Kubang Kerian, 22 febbraio 1996) è un calciatore malaysiano, portiere dello Johor Darul Ta'zim e della Nazionale malaysiana.

## Carriera

### Club
Dopo aver militato nelle giovanili di Sekolah Sukan Bukit Jalil, Harimau Muda e Kelantan, nel dicembre 2017 si è trasferito al Negeri Sembilan. Il 9 giugno 2018 la FAM lo ha squalificato per 20 mesi, in seguito ad una positività al doping riscontrata nel gennaio 2018. Rimasto svincolato, al termine della squalifica è stato ingaggiato dal PJ City. Il 2 dicembre 2021 ha lasciato il PJ City. Il successivo 23 dicembre è stato ufficializzato il suo ritorno al Negeri Sembilan. Il 13 gennaio 2023 è passato allo Johor Darul Ta'zim.

### Nazionale
Ha debuttato in Nazionale maggiore il 14 giugno 2022, in Malaysia-Bangladesh (4-1). Ha partecipato, con la selezione malaysiana, alla AFF Cup 2022 e alla Coppa d'Asia 2023. È sceso in campo, inoltre, nelle qualificazioni alla Coppa d'Asia 2023 e nelle qualificazioni ai Mondiali 2026.

## Statistiche

### Cronologia presenze e reti in nazionale
Statistiche aggiornate al 24 dicembre 2024.

| Cronologia completa delle presenze e delle reti in nazionale ― Malaysia | Cronologia completa delle presenze e delle reti in nazionale ― Malaysia | Cronologia completa delle presenze e delle reti in nazionale ― Malaysia | Cronologia completa delle presenze e delle reti in nazionale ― Malaysia | Cronologia completa delle presenze e delle reti in nazionale ― Malaysia | Cronologia completa delle presenze e delle reti in nazionale ― Malaysia | Cronologia completa delle presenze e delle reti in nazionale ― Malaysia | Cronologia completa delle presenze e delle reti in nazionale ― Malaysia |
| Data                                                                    | Città                                                                   | In casa                                                                 | Risultato                                                               | Ospiti                                                                  | Competizione                                                            | Reti                                                                    | Note                                                                    |
| ----------------------------------------------------------------------- | ----------------------------------------------------------------------- | ----------------------------------------------------------------------- | ----------------------------------------------------------------------- | ----------------------------------------------------------------------- | ----------------------------------------------------------------------- | ----------------------------------------------------------------------- | ----------------------------------------------------------------------- |
| 14-6-2022                                                               | Kuala Lumpur                                                            | Malaysia                                                                | 4 – 1                                                                   | Bangladesh                                                              | Qual. Coppa d'Asia 2023                                                 | -1                                                                      |                                                                         |
| 22-9-2022                                                               | Chiang Mai                                                              | Thailandia                                                              | 1 – 1 (3 - 5 dtr)                                                       | Malaysia                                                                | Amichevole                                                              | -1                                                                      |                                                                         |
| 25-9-2022                                                               | Chiang Mai                                                              | Malaysia                                                                | 0 – 0 (0 - 3 dtr)                                                       | Tagikistan                                                              | Amichevole                                                              | -                                                                       |                                                                         |
| 14-12-2022                                                              | Kuala Lumpur                                                            | Malaysia                                                                | 3 – 0                                                                   | Maldive                                                                 | Amichevole                                                              | -                                                                       |                                                                         |
| 21-12-2022                                                              | Yangon                                                                  | Birmania                                                                | 0 – 1                                                                   | Malaysia                                                                | AFF Cup 2022 - Gironi                                                   | -                                                                       |                                                                         |
| 27-12-2022                                                              | Hanoi                                                                   | Vietnam                                                                 | 3 – 0                                                                   | Malaysia                                                                | AFF Cup 2022 - Gironi                                                   | -3                                                                      |                                                                         |
| 3-1-2023                                                                | Kuala Lumpur                                                            | Malaysia                                                                | 4 – 1                                                                   | Singapore                                                               | AFF Cup 2022 - Gironi                                                   | -1                                                                      |                                                                         |
| 7-1-2023                                                                | Kuala Lumpur                                                            | Malaysia                                                                | 1 – 0                                                                   | Thailandia                                                              | AFF Cup 2022 - Semifinali                                               | -                                                                       |                                                                         |
| 10-1-2023                                                               | Rangsit                                                                 | Thailandia                                                              | 3 – 0                                                                   | Malaysia                                                                | AFF Cup 2022 - Semifinali                                               | -3                                                                      |                                                                         |
| 23-3-2023                                                               | Iskandar Puteri                                                         | Malaysia                                                                | 1 – 0                                                                   | Turkmenistan                                                            | Amichevole                                                              | -                                                                       |                                                                         |
| 28-3-2023                                                               | Iskandar Puteri                                                         | Malaysia                                                                | 2 – 0                                                                   | Hong Kong                                                               | Amichevole                                                              | -                                                                       |                                                                         |
| 14-6-2023                                                               | Gong Badak                                                              | Malaysia                                                                | 4 – 1                                                                   | Isole Salomone                                                          | Amichevole                                                              | -1                                                                      |                                                                         |
| 6-9-2023                                                                | Chengdu                                                                 | Siria                                                                   | 2 – 2                                                                   | Malaysia                                                                | Amichevole                                                              | -2                                                                      |                                                                         |
| 9-9-2023                                                                | Chengdu                                                                 | Cina                                                                    | 1 – 1                                                                   | Malaysia                                                                | Amichevole                                                              | -1                                                                      |                                                                         |
| 13-10-2023                                                              | Kuala Lumpur                                                            | Malaysia                                                                | 4 – 2                                                                   | India                                                                   | Amichevole                                                              | -2                                                                      |                                                                         |
| 17-10-2023                                                              | Kuala Lumpur                                                            | Malaysia                                                                | 0 – 2                                                                   | Tagikistan                                                              | Amichevole                                                              | -2                                                                      |                                                                         |
| 16-11-2023                                                              | Kuala Lumpur                                                            | Malaysia                                                                | 4 – 3                                                                   | Kirghizistan                                                            | Qual. Mondiali 2026                                                     | -3                                                                      |                                                                         |
| 21-11-2023                                                              | Taipei                                                                  | Taiwan                                                                  | 0 – 1                                                                   | Malaysia                                                                | Qual. Mondiali 2026                                                     | -                                                                       |                                                                         |
| 8-1-2024                                                                | Doha                                                                    | Siria                                                                   | 2 – 2                                                                   | Malaysia                                                                | Amichevole                                                              | -2                                                                      | 65’                                                                     |
| 15-1-2024                                                               | Al Wakrah                                                               | Malaysia                                                                | 0 – 4                                                                   | Giordania                                                               | Coppa d'Asia 2023 - Gironi                                              | -4                                                                      |                                                                         |
| 20-1-2024                                                               | Doha                                                                    | Bahrein                                                                 | 1 – 0                                                                   | Malaysia                                                                | Coppa d'Asia 2023 - Gironi                                              | -1                                                                      |                                                                         |
| 25-1-2024                                                               | Al Wakrah                                                               | Corea del Sud                                                           | 3 – 3                                                                   | Malaysia                                                                | Coppa d'Asia 2023 - Gironi                                              | -3                                                                      |                                                                         |
| 21-3-2024                                                               | Mascate                                                                 | Oman                                                                    | 2 – 0                                                                   | Malaysia                                                                | Qual. Mondiali 2026                                                     | -2                                                                      |                                                                         |
| 26-3-2024                                                               | Kuala Lumpur                                                            | Malaysia                                                                | 0 – 2                                                                   | Oman                                                                    | Qual. Mondiali 2026                                                     | -2                                                                      | 48’                                                                     |
| 4-9-2024                                                                | Kuala Lumpur                                                            | Malaysia                                                                | 2 – 1                                                                   | Filippine                                                               | Amichevole                                                              | -1                                                                      |                                                                         |
| 8-9-2024                                                                | Kuala Lumpur                                                            | Malaysia                                                                | 1 – 0                                                                   | Libano                                                                  | Amichevole                                                              | -                                                                       |                                                                         |
| 14-10-2024                                                              | Auckland                                                                | Nuova Zelanda                                                           | 4 – 0                                                                   | Malaysia                                                                | Amichevole                                                              | -4                                                                      |                                                                         |
| 14-11-2024                                                              | Bangkok                                                                 | Laos                                                                    | 1 – 3                                                                   | Malaysia                                                                | Amichevole                                                              | -1                                                                      |                                                                         |
| 18-11-2024                                                              | Hyderabad                                                               | India                                                                   | 1 – 1                                                                   | Malaysia                                                                | Amichevole                                                              | -1                                                                      |                                                                         |
| 25-3-2025                                                               | Iskandar Puteri                                                         | Malaysia                                                                | 2 – 0                                                                   | Nepal                                                                   | Qual. Coppa d'Asia 2027                                                 | -                                                                       |                                                                         |
| 29-5-2025                                                               | Kuala Lumpur                                                            | Malaysia                                                                | 1 – 1                                                                   | Capo Verde                                                              | Amichevole                                                              | -1                                                                      |                                                                         |
| Totale                                                                  |                                                                         | Presenze                                                                | 31                                                                      |                                                                         | Reti                                                                    | -42                                                                     |                                                                         |

## Palmarès

### Club

#### Competizioni nazionali
- Liga Super: 2

Johor: 2023, 2024-2025
- Coppa della Malaysia: 2

Johor: 2023, Coppa della Malaysia 2024-2025
- Malaysia FA Cup: 2

Johor: 2023, 2024
- Piala Sumbangsih: 2

Johor: 2023, 2024